# Kübra
Kübra ist ein weiblicher Vorname.

## Herkunft und Bedeutung
Kübra ist ein weiblicher türkischer Vorname arabischen Ursprungs und bedeutet „die Erhabene“.

## Namensträgerinnen
- Kübra Dağlı (* 1996), türkische Taekwondoin
- Kübra Gümüşay (* 1988), deutsche Journalistin und Bloggerin
- Kübra Kip (* 1987), türkische Schauspielerin
- Hatice Kübra Yangın (* 1989), türkische Taekwondoin
- Kübra Sekin (* 1990), Moderatorin, Performerin und Schauspielerin